# Duomo di Innsbruck
Il duomo di San Giacomo (in tedesco: Dom zu Sankt Jakob) è il principale luogo di culto cattolico della città di Innsbruck, nel Tirolo, Austria, e cattedrale della diocesi omonima, istituita nel 1964. Rappresenta anche uno dei maggiori esempi dell'architettura barocca in Austria.

## Storia

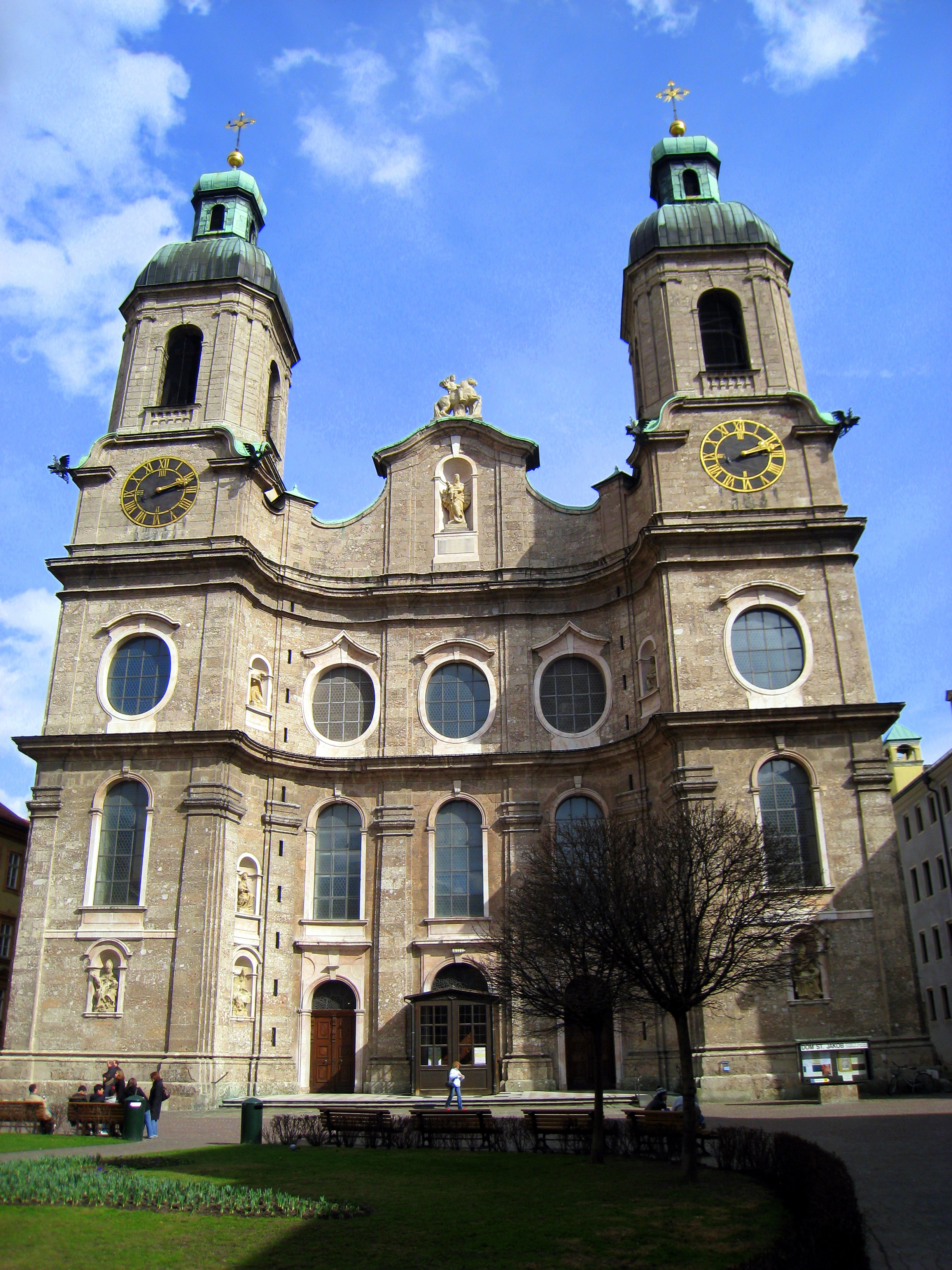
La facciata.

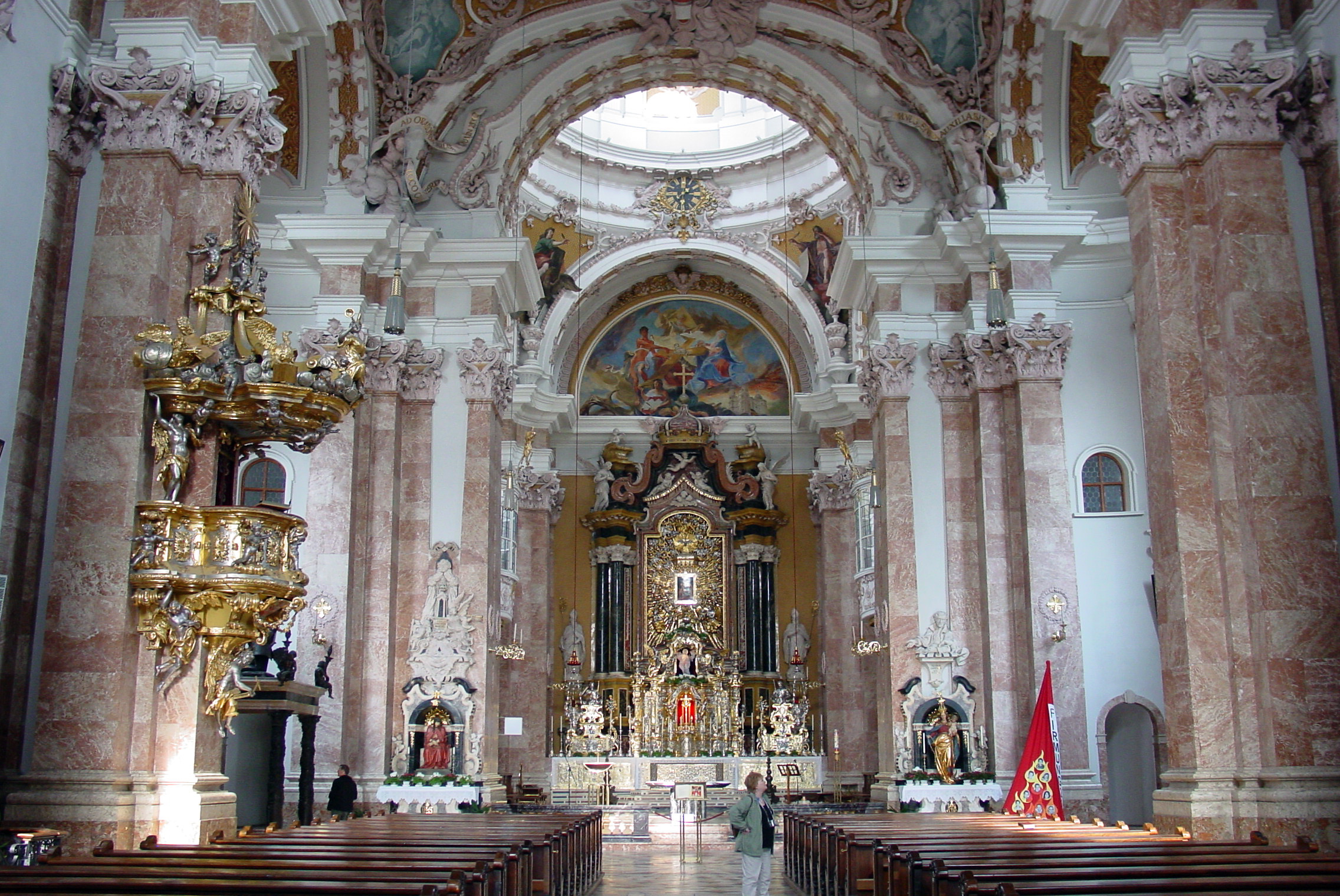
Interno

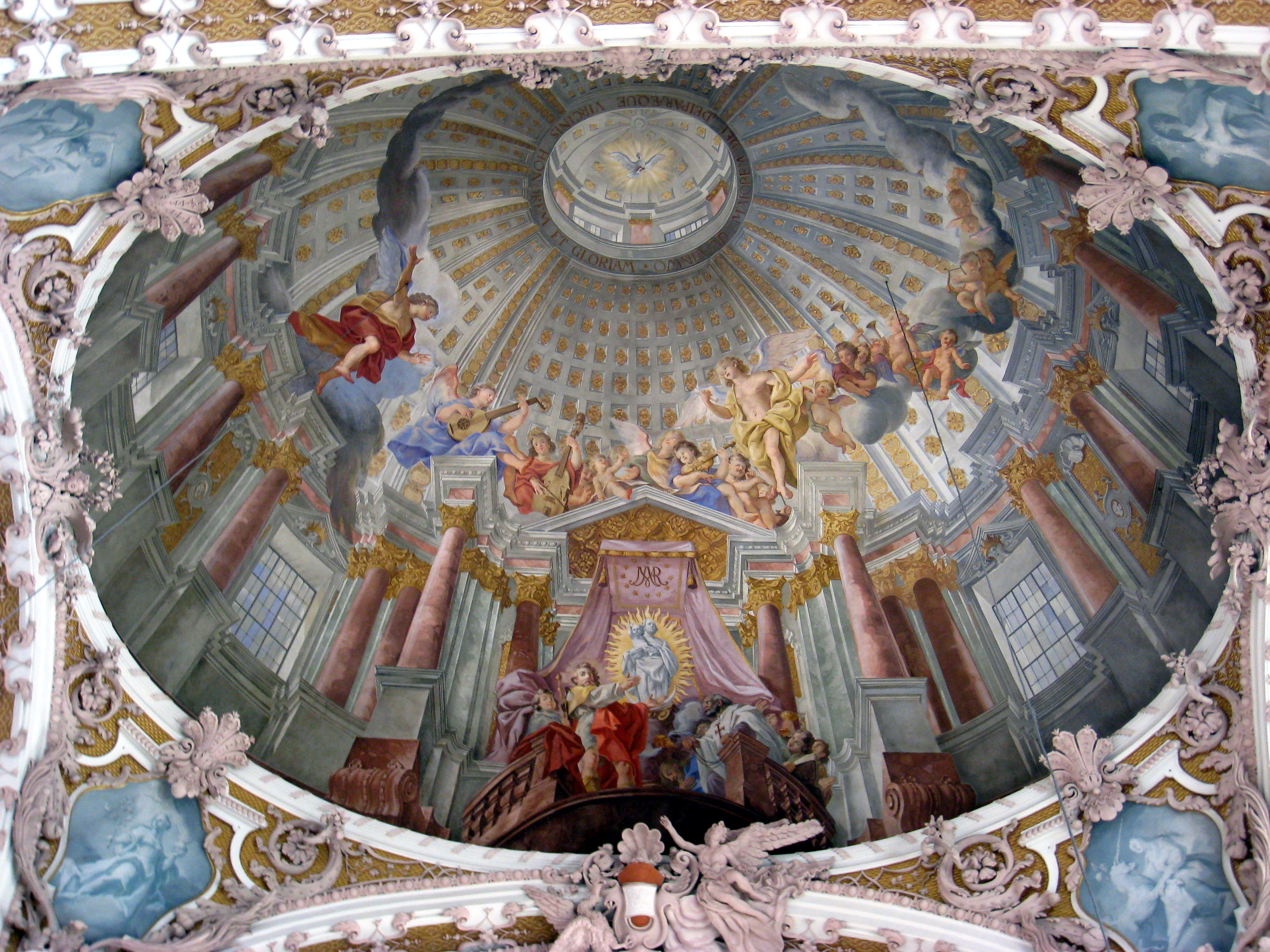
le volte con affreschi illusionistici di Cosmas Damian Asam (1722-24).

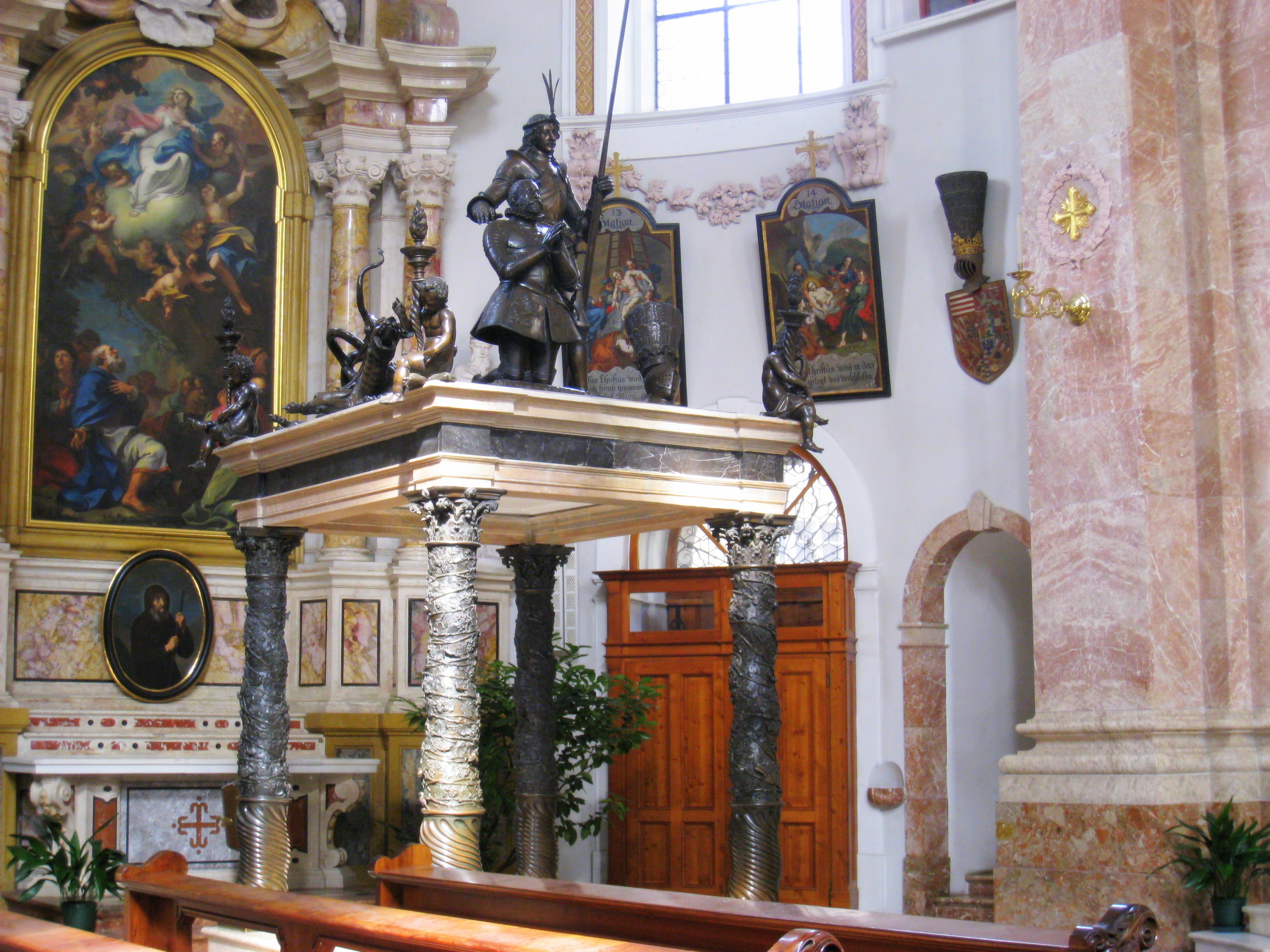
Il mausoleo di Massimiliano III di Austria

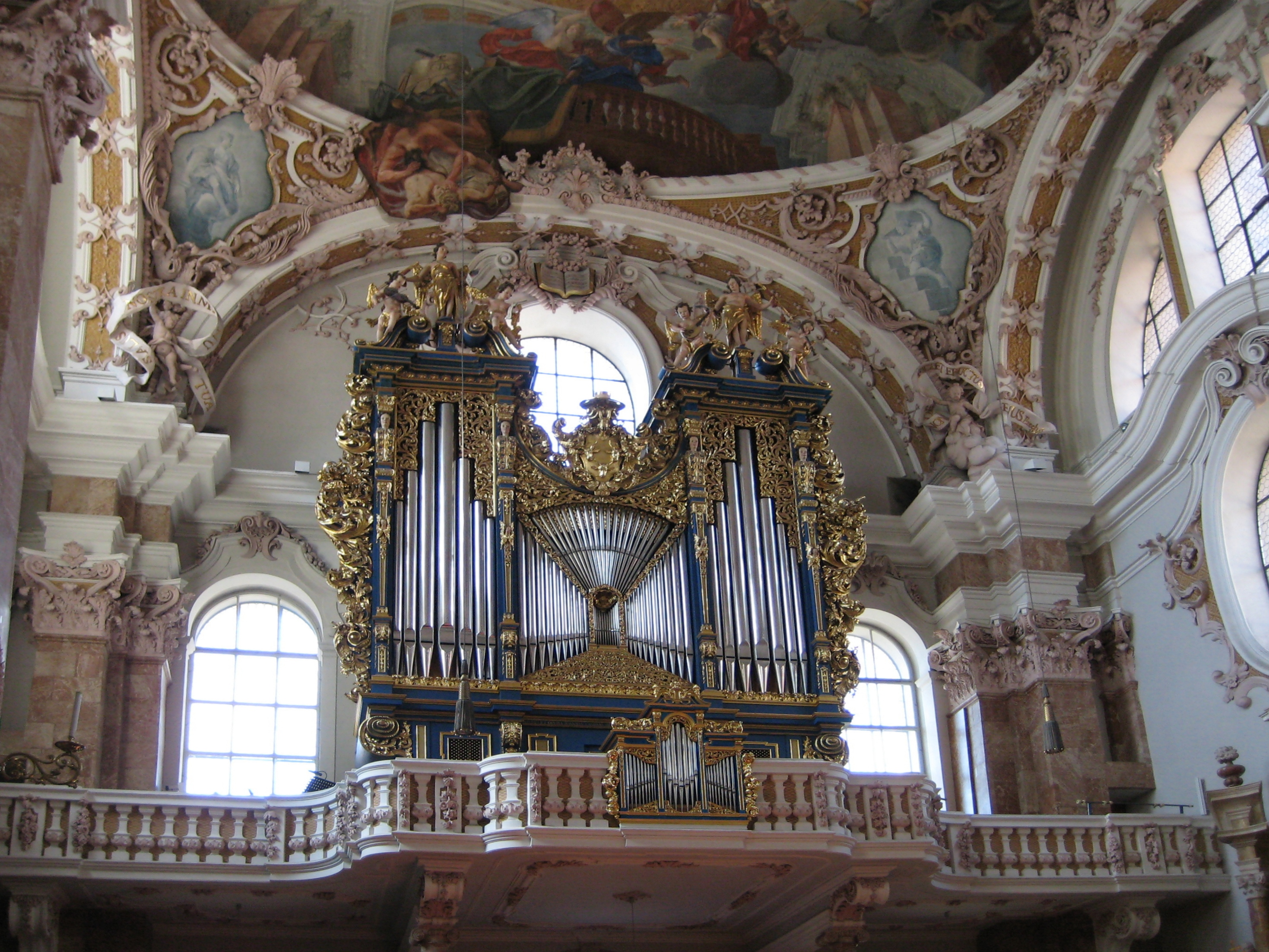
L'organo a canne

Una prima chiesa sul luogo è documentata dal 1180, come appare su un documento con la citazione di ecclesia in foro. Al 1270 risale la prima menzione di una chiesa dedicata a san Giacomo Maggiore, posta lungo la via austriaca del Cammino di Santiago di Compostela, che insieme a Roma e Gerusalemme, il più importante luogo di pellegrinaggio del Medioevo. La prima raffigurazione dell'edificio, invece, risale al 1494, dove appare in forme gotiche. In seguito questa iconografia venne ripresa da Albrecht Dürer in un acquarello del 1556.
Nel 1643 la chiesa di san Giacomo diviene parrocchiale, acquistando l'indipendenza dalla potente abbazia di Wilten.
Nel 1650 arriva la famosa immagine miracolosa della Madonna Ausiliatrice dipinta dal grande pittore tedesco Lucas Cranach il Vecchio nel 1520; che trasformerà la parrocchiale in un santuario mariano.
Nel 1689 un violento terremoto colpisce Innsbruck e devasta l'edificio. Tra il 1717 e il 1724 viene eretto un nuovo edificio, in stile barocco, su progetto di Johann Jakob Herkomer e Johann Georg Fischer, l'odierno.
Nel 1904 da parrocchiale viene innalzata a prepositurale. Nel 1944 la chiesa viene danneggiata dalle bombe alleate; e nel 1964, dopo esser stata restaurata, diviene cattedrale, sede della nuova diocesi di Innsbruck creata nel 1921 dal territorio della diocesi di Bressanone in seguito al passaggio del Trentino-Alto Adige all'Italia.

## Descrizione
L'edificio attuale venne eretto fra il 1717 e il 1724 su progetto degli architetti Johann Jakob Herkomer e Johann Georg Fischer. È l'esempio più significativo dell'Architettura barocca in Tirolo.
L'esterno della chiesa presenta una sobria facciata a pietra a vista, concava; essa è caratterizzata dalla presenza di grandi finestre su due ordini, a tutto sesto in quello inferiore e ovali in quello superiore. Il coronamento è costituito da una statua della Madonna col Bambino e, più in alto, di San Giorgio a cavallo. La facciata è stretta fra due poderose torri campanarie gemelle con copertura in rame. Quella nord custodisce, dal 1982, un carillon di 48 campane, il più grande d'Austria.
L'interno è a pianta a croce latina, a navata unica con volta composta da cupole piatte terminante con una vera cupola.
L'insieme dell'ambiente è il risultato di una straordinaria fusione di colori, stucchi e volumi secondo le leggere e raffinate tendenze dello stile barocco in transizione con il rococò. La decorazione a stucchi pastello venne realizzata nel 1723 dal grande maestro stuccatore Egid Quirin Asam, mentre gli affreschi sono del fratello Cosmas Damian Asam, a cui lavorò fra il 1722 e il 1724. La cupola, insieme al pulpito e alla volta del presbiterio, colpita nel 1944 da una bomba aerea durante la Seconda guerra mondiale, furono scrupolosamente ricostruiti su documentazione storico-fotografica eseguita da Hans Andre.
I sette grandi altari marmorei, con colonne e statue, sono opera dei scultori castionesi Cristoforo e del figlio Teodoro Benedetti, le pale si devono a Johann Georg Grasmayr e Egid Schor. Sull'altare maggiore realizzato dai Benedetti nel 1749 si trova, entro una fastosa cornice del 1789 di Josef Schöpf, il quadro Madonna Ausiliatrice di Lucas Cranach il Vecchio (1520). Sul pilastro di sinistra tra navata e crociera è collocato il pulpito, opera realizzata da Nikolaus Moll nel 1724. È sostenuto da putti allegorici delle tre Virtù teologali: la Fede (angelo con una croce), Carità (angelo con cuore), Speranza (angelo con ancora).
Nel braccio di sinistra del transetto, si trova il Mausoleo dell'arciduca Massimiliano III d'Austria Gran Maestro dell'Ordine Teutonico dal 1590, Conte del Tirolo nel 1602-1618 e grande sostenitore della Controriforma. Il monumento venne progettato dallo scultore Caspar Gras nel 1620 e terminato da Heinrich Reinhart nel 1629. Si compone di quattro colonne tortili bronzee fastosamente decorate da tralci di viti, lumache, uccelli e cavallette. Sopra è la statua genuflessa dell'arciduca con il gruppo di San Giorgio e il drago.
Sulla cantoria in controfacciata, vi è l'organo a canne, costruito negli anni 1998-2000 dalla ditta Pirchner di Steinach am Brenner e situato all'interno della ricca cassa barocca, del 1721-1724. Lo strumento è a trasmissione integralmente meccanica, con tre tastiere e pedaliera, e conta 57 registri per un totale di 3729 canne.

## Campane
La campana Mariahilfglocke (la maggior campana di questa chiesa) è la seconda più grande campana storica del Tirolo, fusa dalla fonderia Grassmayr di Innsbruck nel 1846; si trova nella Torre Nord e suona ogni Venerdì alle 15 per ricordare la morte di Cristo.
Nel 1961 e nel 1965 sono state fuse sette campane dalla stessa fonderia e installate nella torre sud. Le campane fuse nel 1961 furono basate su una campana seicentesca in Sol3 di Reinhardt la quale si ruppe solo 4 anni dopo e quindi sostituita nel 1965. La nuova campana non ebbe vita lunga ed è stata sostituita nel 2018 con una nuova ad opera della famosa fonderia Tirolese Grassmayr di Innsbruck.
Dal 1982 nella Torre Nord è installato un carillon di 48 campane,  il più grande d'Austria. Le campane con un peso totale di 4.100 kg, sono state fuse nella fonderia olandese Eijsbouts e suonano tutti i giorni alle 12:10.
| Nr. | Nome della campana                  | Anno di fusione | Fonditore                   | Diametro(mm) | Peso(kg) | Nota nominale(GT-16tel) |
| 1   | Mariahilf - oppure campana maggiore | 1846            | Johann Grassmayr, Innsbruck | 2210         | 7168     | sol2 –2                 |
| 2   | Priminus                            | 1961            | Grassmayr, Innsbruck        | 1720         | 3123     | si2 –2                  |
| 3   | Josef und Georg                     | 1961            | Grassmayr, Innsbruck        | 1410         | 1674     | re3 –2                  |
| 4   | Paulus                              | 1961            | Grassmayr, Innsbruck        | 1280         | 1221     | mi3 –2                  |
| 5   | Anna und Petrus Canisius            | 2018            | Grassmayr, Innsbruck        | 107          | 777      | sol3 –2                 |
| 6   | Matthäus                            | 1961            | Grassmayr, Innsbruck        | 940          | 475      | la3 –2                  |
| 7   | Christophorus und Homobonus         | 1961            | Grassmayr, Innsbruck        | 850          | 356      | si3 –2                  |
| 8   | Totenglocke                         | 1961            | Grassmayr, Innsbruck        | 700          | 202      | re4 –2                  |

## Galleria d'immagini

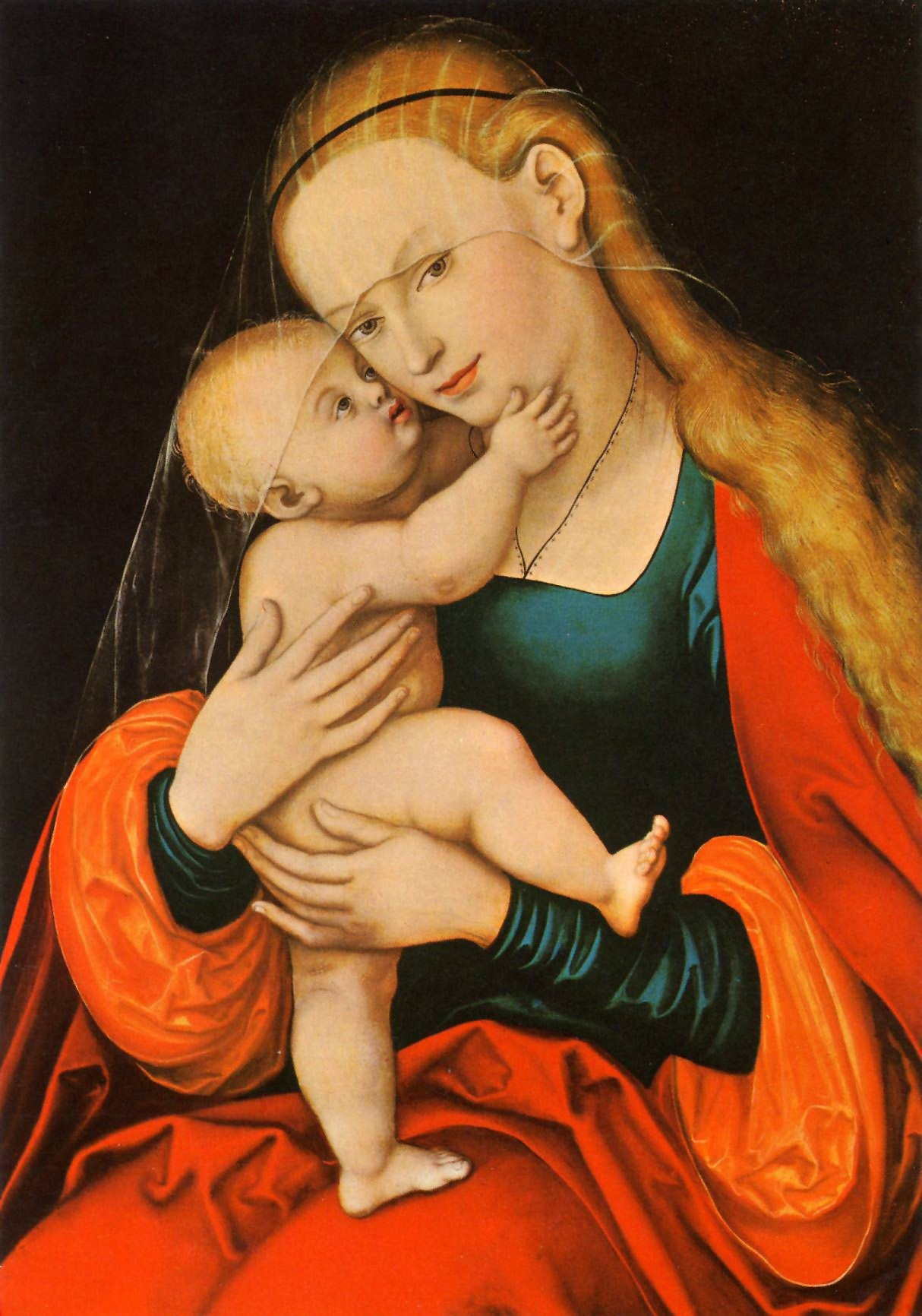
Madonna Ausiliatrice (Lucas Cranach il Vecchio, 1520)
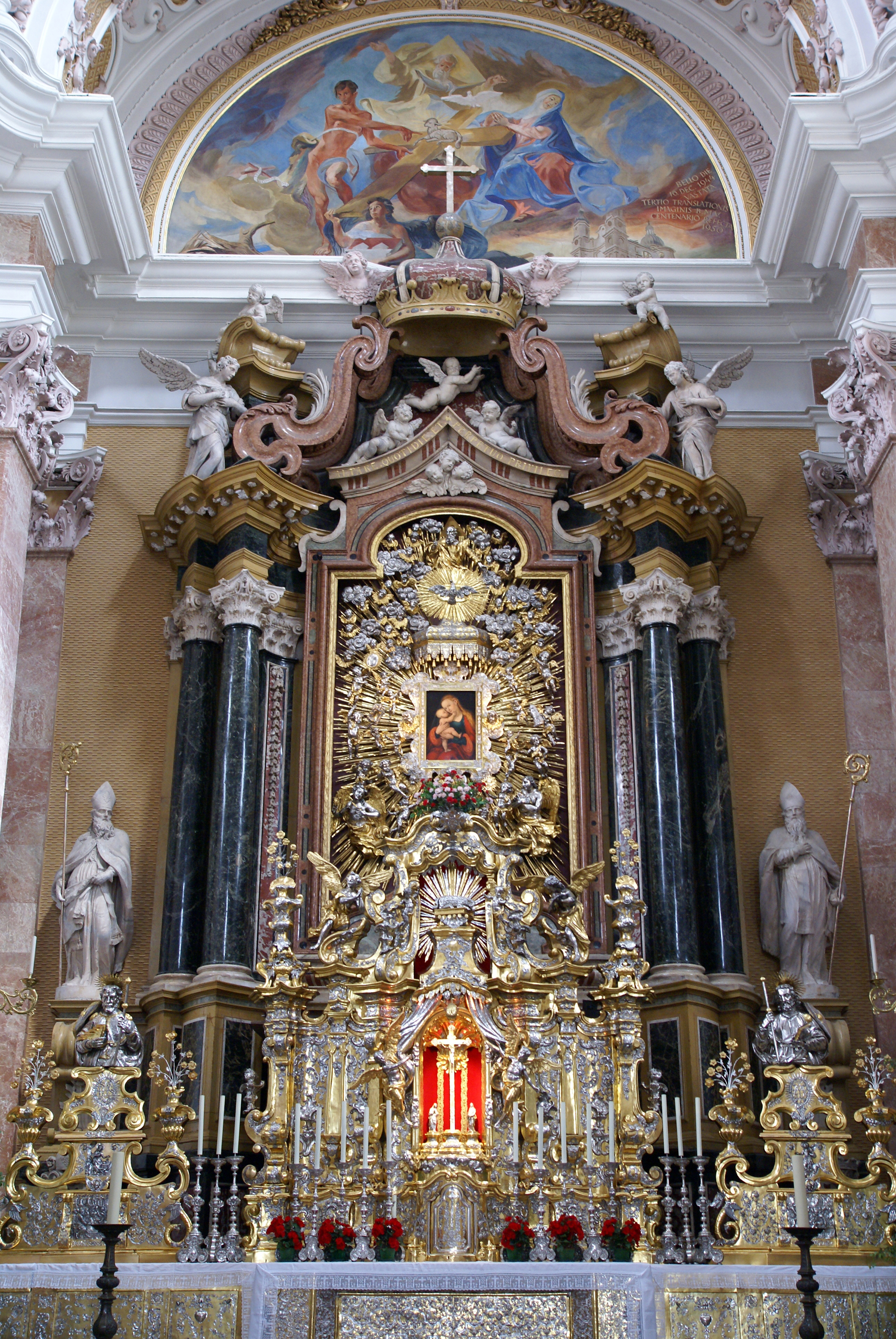
L'altare maggiore
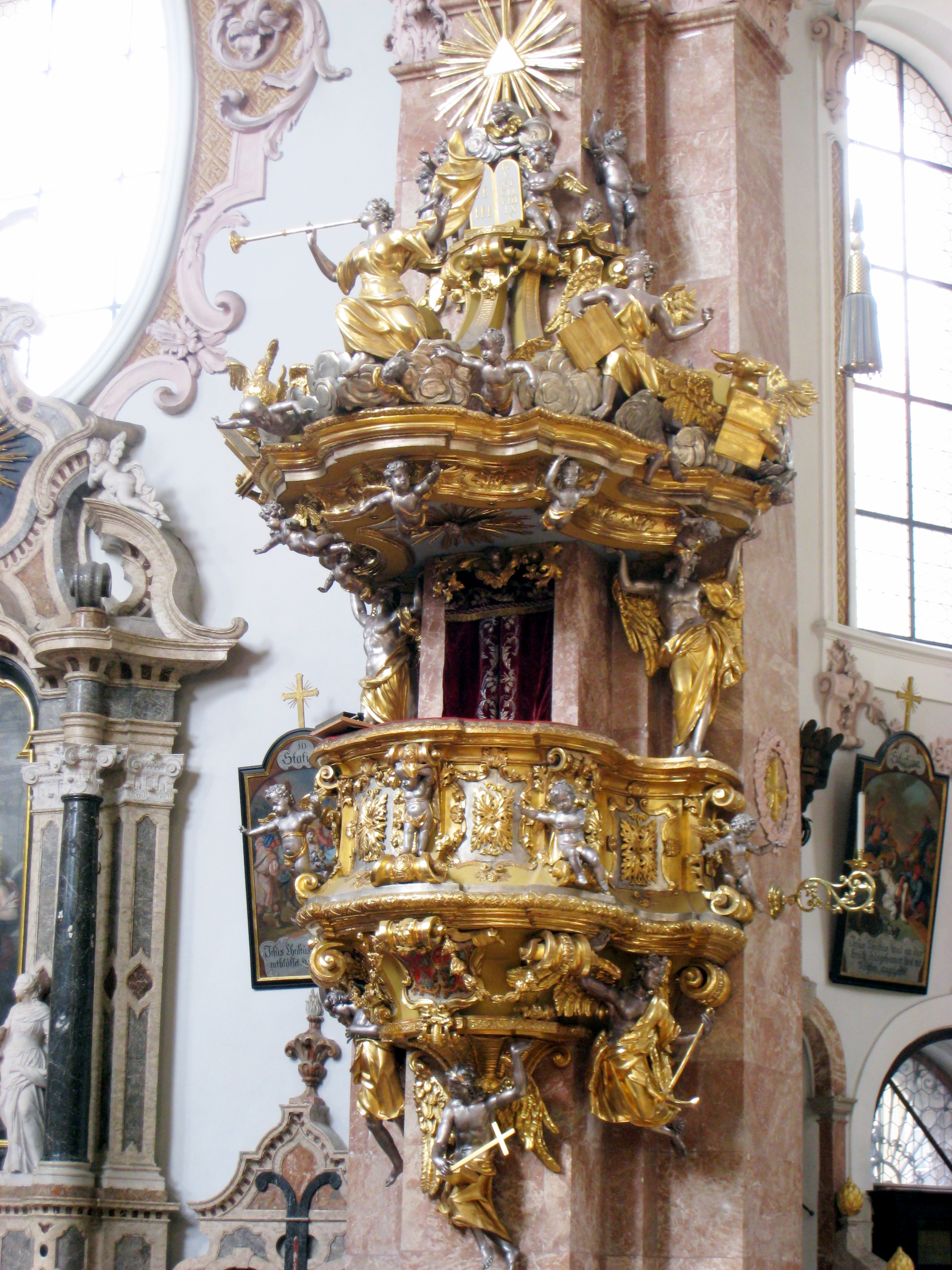
Il pulpito barocco (Nikolaus Moll, 1724)